# Neprobylice
Neprobylice település Csehországban, a Kladnói járásban. Neprobylice Klobuky, Třebíz, Slaný, Kutrovice, Královice és Dřínov településekkel határos. Lakosainak száma 169 fő (2024. január 1.).

## Népesség
A település lakosságának változását az alábbi diagram mutatja:
| Lakosok száma | 284  | 198  | 242  | 164  | 101  | 120  | 162  | 166  | 172  | 169  |
|               | 1869 | 1890 | 1921 | 1950 | 1980 | 2001 | 2017 | 2019 | 2022 | 2024 |